# Ogräsmaskrosor
Ogräsmaskrosor (Taraxacum sect. Ruderalia) är en flerårig ört som blir upp till en halvmeter hög, som blommar under nästan hela sommaren med gula och ganska stora blommor. Ogräsmaskrosor är den största sektionen inom maskrossläktet. Den omfattar mer än 500 småarter där det inte är helt lätt att skilja ogräsmaskrosen från andra sektioners maskrosor. Det särskiljande är i regel att holkfjällen inte har de annars hos maskrosen vanliga hornlika utskotten i blomspetsarna. De yttre holkfjällen har också en tydlig bakåtböjning.

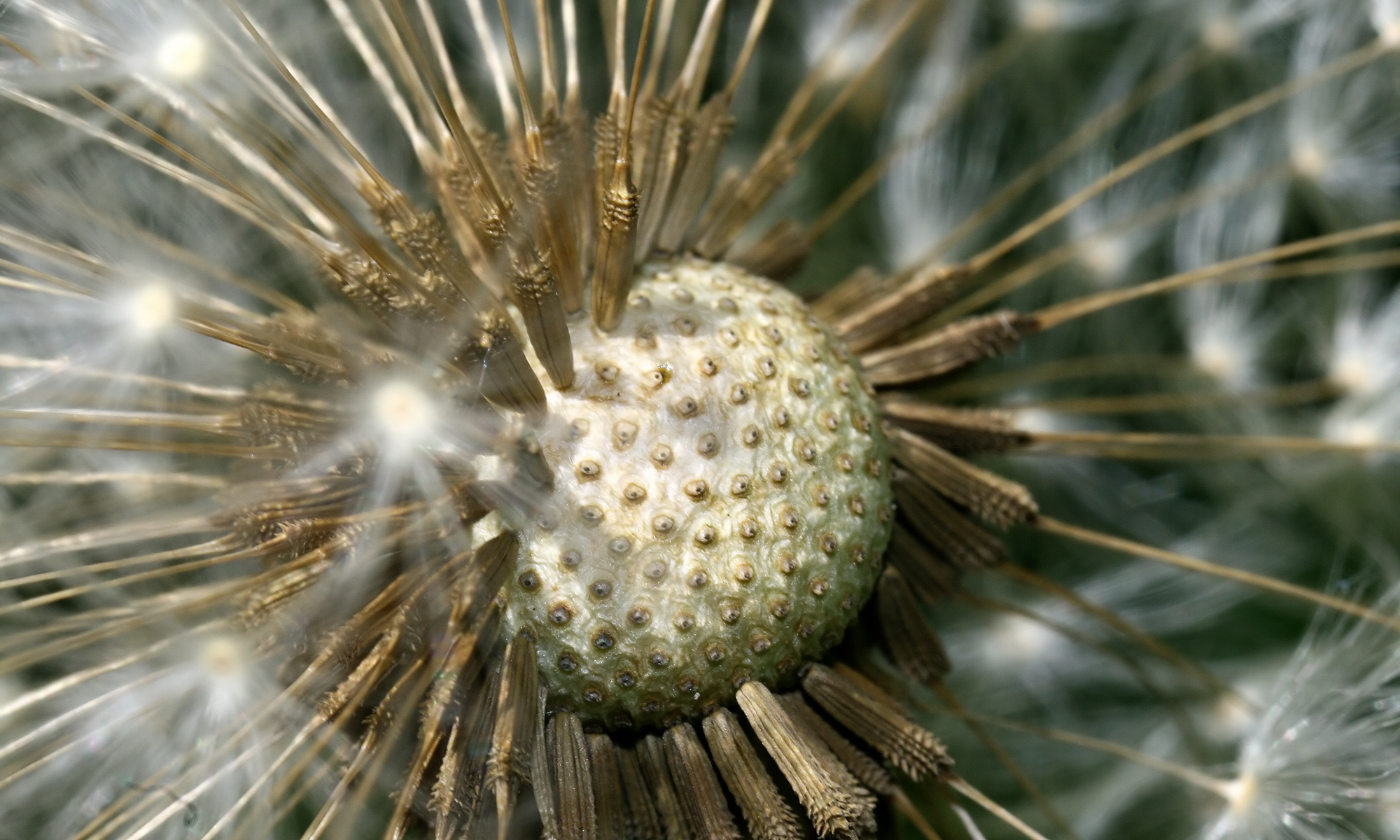
Frukterna är gråbruna med långa spröt och vit pensel. Sprötet är upp till fyra gånger fruktens längd.

## Etymologi
Ruderalia kommer av latinets rudera ("ruin") och syftar på att arterna oftast växer på skräpmarker, eller som botanikern kommit att säga: ruderatmarker. Med skräpmark menas här tillfälliga miljöer som jordhögar, avstjälpningsplatser, schaktade områden och byggplatser.

## Andra språk
I många europeiska språk går lejontand igen, på grund av de flikiga bladen, men inte i alla:
Ugrasløvetenner (norska), fandens mælkebøtte (danska), rikkavoikukat (finska), Wiesen-Löwenzahn och Gemeiner Löwenzahn (tyska) och common dandelion (engelska).

## Utbredning
Ogräsmaskrosor förekommer naturligt i hela Eurasien och är numera naturaliserade i Nordamerika, Sydamerika, södra Afrika, Nya Zeeland, Australien och Indien. I Nordamerika förekommer den i USA:s alla delstater och i de flesta kanadensiska provinser.
I Sverige är de vanliga i nästan hela landet och förekommer i alla slags kulturpåverkade marker.